# Lumpenopsis pavlenkoi
Lumpenopsis pavlenkoi är en fiskart som beskrevs av Soldatov, 1916. Lumpenopsis pavlenkoi ingår i släktet Lumpenopsis och familjen taggryggade fiskar. Inga underarter finns listade i Catalogue of Life.